# Glasgow
Glasgow (skotskou gaelštinou Glaschu) je největší skotské město a po Londýnu a Birminghamu třetí největší ve Spojeném království. Leží v nejprůmyslovějším pásu země, mezi zálivy (ang. firths) Firth of Clyde a Firth of Forth. Žije v něm podle posledních údajů 620 000 obyvatel. Městem protéká řeka Clyde a menší řeka Kelvin. Leží přibližně 60 km západně od hlavního města Skotska Edinburghu. Městem se stalo v roce 1175, jako součást království Strathclyde. Od roku 1929 fungovalo jako správní celek na úrovni hrabství a to až do roku 1975, kdy se stalo součástí kraje Strathclyde. Od roku 1996 získává opět podle nového členění status srovnatelný se svým dřívějším postavením. V dnešní době je Glasgow velice turisticky populární. Po Londýnu a Edinburghu je to třetí nejnavštěvovanější město Velké Británie. Často je to také výchozí město pro turisty, kteří směřují za cíli do celého Skotska. Tomu napomáhá vyspělá infrastruktura.

## Historie

### Prvopočátky
Prvotní počátky osady na řece Clyde se nesou ve spojení s rybáři. Ti zde založili osadu a původně se věnovali jen a pouze rybolovu. Až postupem času se osadníci pustili do zemědělství v širším slova smyslu, obchodování a výroby. V té době se této rybářské osadě ani zdaleka nedalo říkat město. Ještě v době cca 400 n. l. žilo v celém Skotsku méně než 400 000 lidí, roztroušených po venkově a živících se převážně zemědělstvím a rybolovem. Z doby do 6. století jsou jen kusé nálezy. Lze z nich ovšem již vyčíst, že lidé v kraji okolo dnešního Glasgow uměli již tehdy zdatně jezdit na koni, ale i pít alkoholické nápoje.

### 6. – 18. století
Město podle legendy založil svatý Kentigern (Mungo) v 6. století n. l. Ten zde měl vystavět kostel u míst, kde se dnes nachází gotická katedrála. Ta zde stojí od třináctého století a je v ní originální (tématem) skotská výzdoba. Dalším významným mezníkem v historii Glasgow je rok 1451 - vznik místní univerzity. Z této doby je také nejstarší dům v Glasgow, jež stojí naproti katedrále a který se podařilo zachránit na začátku 20. století před demolicí. Vývoj od doby vzniku univerzity po konec 17. století víceméně stagnuje, ovšem poté začíná vzkvétat zámořský obchod, což je předzvěstí budoucího rozmachu. Glasgow se dostává do pozornosti světa jako centrum pro obchod s cukrem, hlavně se Severní Amerikou a Západní Indií. Dalším tehdy neméně zajímavým obchodním artiklem pro Glasgow byl tabák ze Severní Ameriky. Obchodu se zámořím se město přizpůsobilo výstavbou velkého přístavu. Později se rozmohl i obchod s textilem, barvami a látkami. Zejména v 18. století se staví podél řeky mnoho obchodnických domů v klasickém viktoriánském stylu.

### 19. – 21. století

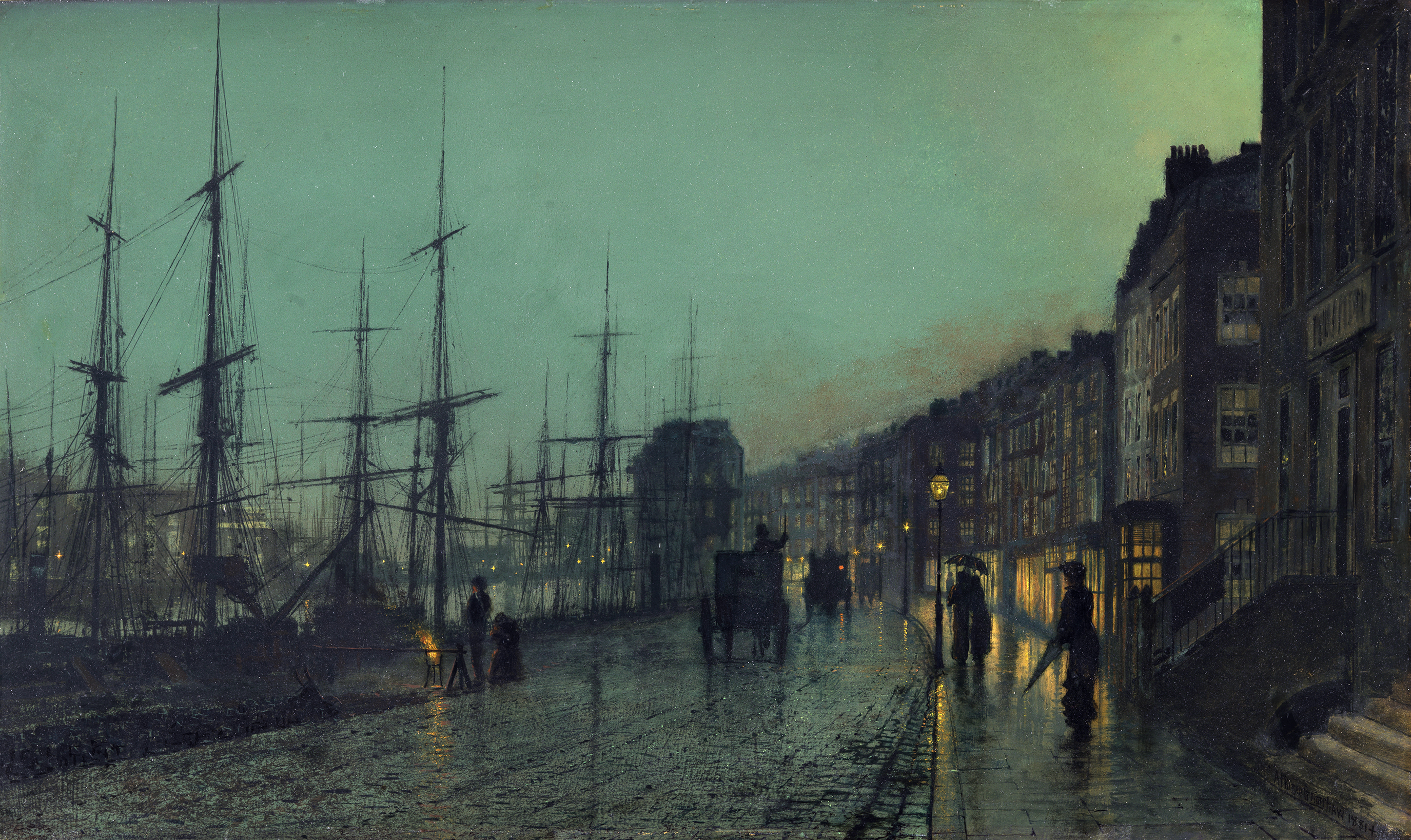
Shipping on the Clyde, Atkinson Grimshaw, 1881.

V tomto období již ovládá Glasgow zejména těžký průmysl. Těžba uhlí, železa, stavba lodí, lokomotiv a cukrovarnických zařízení. Spolu s rozmachem města se rozvíjí i další věci. Glasgow se stává nejvíce rozvíjejícím se viktoriánským městem. Přichází mnoho imigračních skupin a to zejména, z tehdy chudé Itálie, ale přicházejí také početné skupiny židovských rodin z východu Evropy. Nemalá je i populace Irů, která se usazuje zejména ve východní části města (East End). Spolu s rozmachem města přichází rozmach kriminality, nemocí a sociálních problémů. Pro chudé dělníky se staví narychlo vybudované domy a celé městské části, bez kulturního a sociálního zázemí a to zejména směrem na jih a východ města. Bohatší obyvatelé města se soustřeďují okolo univerzity a v části Kelvinside, okolo řeky Kelvin a Glasgowské botanické zahrady, založené roku 1817 a dostavěné roku 1842. V této éře dosahuje populace až miliónu (1 088 000 r. 1931). Pozdější úbytek obyvatel má na svědomí výstavba tzv. satelitních měst v okolí Glasgow. Z tohoto období pochází také stavby jako kanál Clyde, budova muzea moderního umění, po tříleté rekonstrukci znovu otevřená (v r. 2006) galerie Kelvingrove a také náměstí se zdejší radnicí. Počátky 20. století jsou již v umění ve znamení místního rodáka Charlese Mackintoshe a jeho nezaměnitelného moderního stylu. V oblasti architektury je nutno připomenout ještě moderní stavby jako SECC - kulturní a konferenční centrum, glasgowské letiště a další.

### Současnost
Dnešní Glasgow je kosmopolitním místem mnoha kultur a náboženství. Ve městě se staví mnoho moderních budov a koná se velké množství kulturních akcí. V dnešním Glasgow jsou patrné rozdíly z předešlých let: zmizel špinavý přístav, místo něhož přichází moderní zástavba, město kulturně vzkvétá, roste kvalita vzdělání atd. Jedním z největších problémů současnosti je vysoké procento kriminality, obzvláště v okrajových částech města a na východě města.
Bohatá historie, kulturní potenciál, vyspělé finančnictví a rozvinutý průmysl, spolu s vysokou frekvencí modernizace, dělá z Glasgow atraktivní město západního stylu a v mnoha odvětvích druhé nejdůležitější po Londýnu.

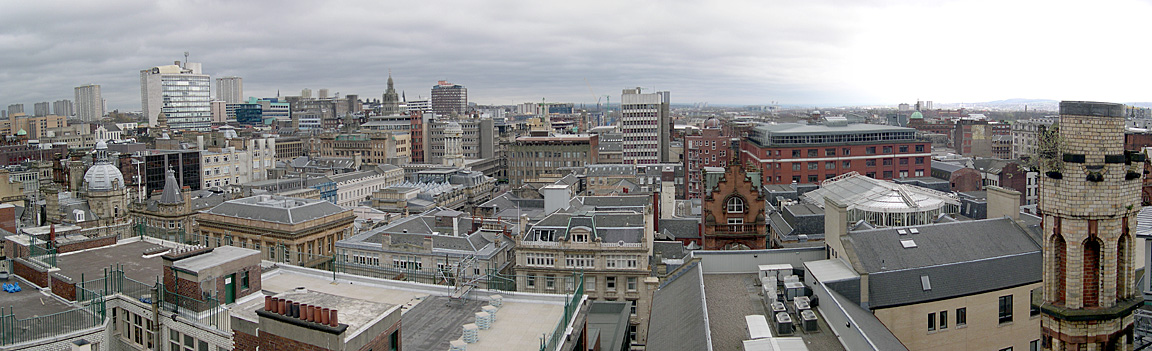
Panorama centra města z Lighthouse tower

## Podnebí
Počasí v Glasgow je typicky skotské, tj. hlavně nepředpověditelné. Skoti s oblibou říkají: „four seasons in one day“ – „čtyři roční období v jednom dni“, což lze také, hlavně na jaře a na podzim zažít doslova do písmene.
Klima je ovlivňováno zejména Golfským proudem od západu, jenž přináší srážky. Rána bývají doprovázena mlhou, přes den je nezřídka větrno. Pozdní jaro a léto bývá slunečné, ale zdaleka ne tolik, jako třeba na jihu Anglie. Zimy bývají vlhké, s velkým množstvím srážek, zato teplejší, než v jiných částech země. Největší počet srážek připadá právě na zimní měsíce - leden a únor.

### Teploty v měsících
| Nejvyšší denní teplota (°C)              | 6 | 7 | 8 | 11 | 15 | 17 | 19 | 18 | 16 | 13.2 | 12 | 9 |
| Nejnižší denní teplota (°C)              | 1 | 1 | 2 | 3  | 6  | 9  | 11 | 11 | 8  | 6    | 3  | 2 |
| Průměr (°C)                              | 4 | 4 | 6 | 7  | 11 | 13 | 15 | 14 | 12 | 9    | 6  | 4 |
| Zdroj: Světová meteroologická organizace |   |   |   |    |    |    |    |    |    |      |    |   |

## Politika

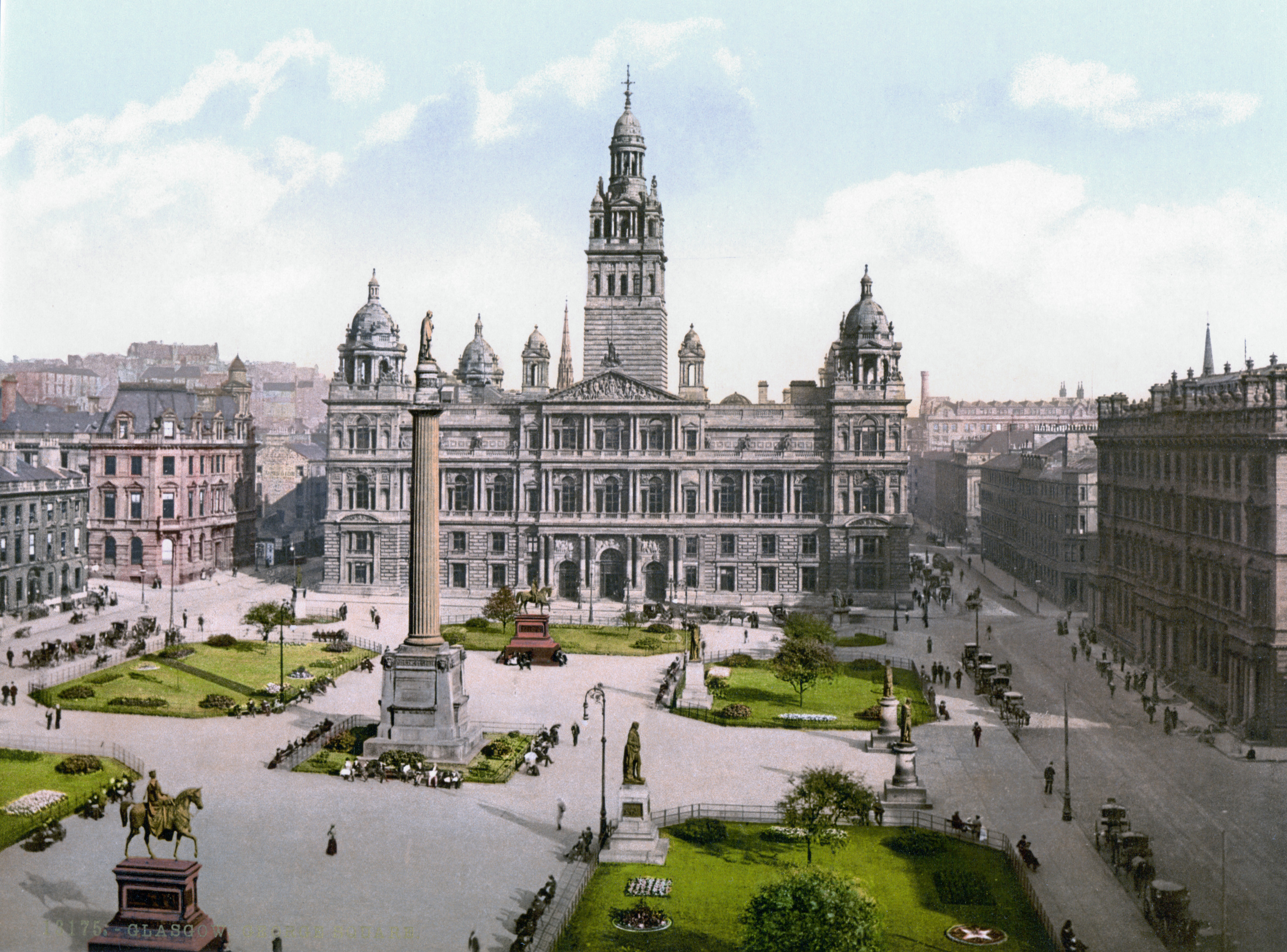
The City Chambers na George Square

Glasgow je již řadu let přívržencem sociální politiky. Městská rada je po 30 let pod kontrolou 'Labouristů' – Labour Party. Kořeny sociálního smýšlení pochází z dob průmyslové revoluce a přívrženců z řad obyčejných dělníků.
Na začátku 20. století docházelo často k politickým manifestacím po vzoru Velké říjnové revoluce (1917), nikoli však příčinou. Největší pak proběhly v lednu 1919 a 1931. Důvodem byly rozepře mezi nájemníky a majiteli domů o výši nájemného. V obou případech zasahovala armáda.

### Městská rada
Městská rada se skládá ze 79 členů. V současné době je politické členění rady následující: 45 Labouristů, 22 Skotská národní strana, 5 Zelení, 5 Liberální demokraté, 1 Konzervativní a 1 zástupce Solidarity.

## Ekonomika

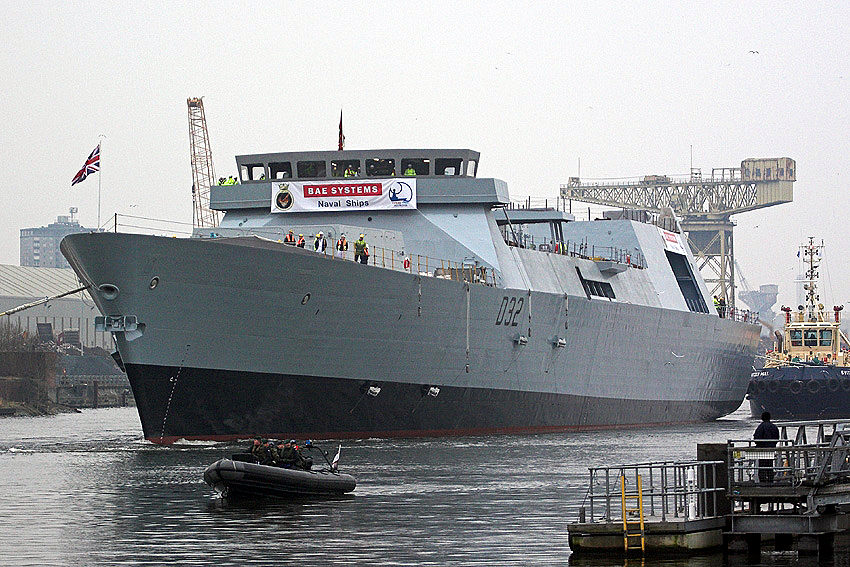
HMS Daring postavená v loděnicích BAE Systems Maritime - Naval Ships v Glasgow a spustěná na vodu roku 2006

Glasgowský průmysl těchto dní už zdaleka není těžký, převládá výroba elektroniky, strojírenství, speciální oděvní, ale i technologie, potravinářství a chemický průmysl.
V oblasti financí patří Glasgow mezi 16 nejdůležitějších finančních center Evropy. Sídlí zde největší skotské instituce a mnoho zahraničních firem podnikajících v tomto odvětví.
Ve městě samotném se nachází i část nazývána „čtveveční kilometr“, což je oblast, kde se nashromáždily pobočky i sídla firem, podnikajících hlavně ve finančnictví. Na území městských částí Blythswood Hill, Anderston a Broomielaw se rozprostírá třetí největší finanční centrum po Londýnu a Edinburghu. Z deseti největších pojišťoven Velké Británie, má osm hlavní sídlo právě v Glasgow.

## Doprava

### Doprava do Glasgow
Doprava je z a do Glasgow možná jak letecky (mezinárodní letiště Glasgow, mezinárodní letiště Glasgow Prestwick), tak po železnici (historické nádraží Glasgow Central Station v centru města a hustá síť železnic), nebo po silnici (hlavní tahy dálnice M74-jih, M8(A8)-východ, A8-západ, A80-severovýchod, A82-sever). Případně po moři a kombinovaně.

### Městská doprava

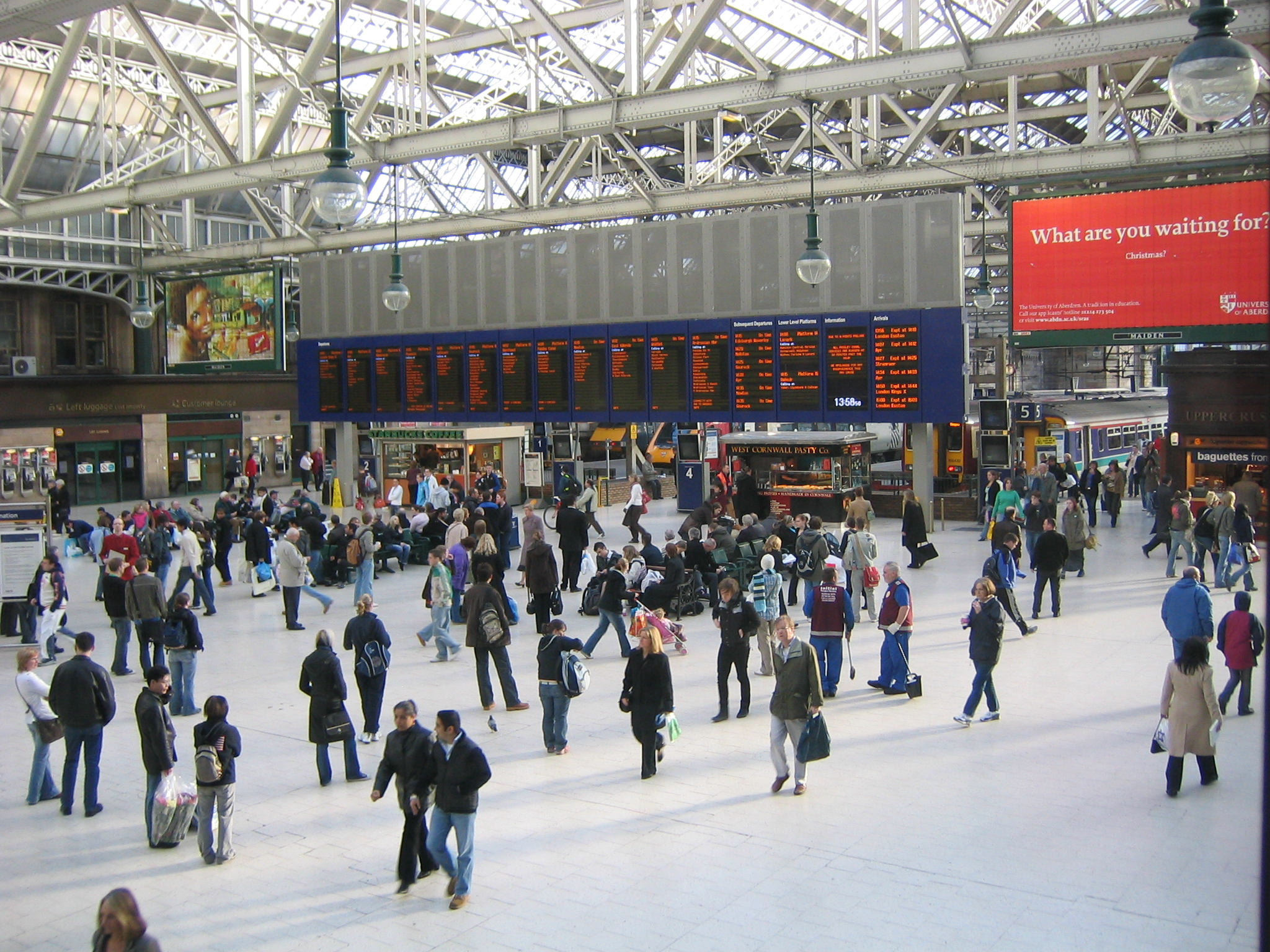
Glasgow Central station.

Městská doprava je pod správou instituce Strathclyde Partnership for Transport (SPT), dříve známá jako Strathclyde Passenger Transport. Tato instituce spravuje veškerou městskou hromadnou dopravu a to autobusovou, lodní, vlakovou i podzemní. Společnost je financována z několika zdrojů, včetně radnice v Glasgow.
Autobusová městská hromadná doprava je největší, s největším počtem linek a smluvních partnerů SPT. Centrem je autobusové nádraží Buchanan (Buchanan bus station), ale ne všechny autobusové linky na něj směřují. Nicméně je zde informační centrum pro všechny hlavní spoje.
Druhá největší síť železnic (ve VB), po Londýnu, zajišťuje flexibilní železniční spojení jak v rámci města, tak celé země. V Glasgow jsou dvě větší nádraží: Central Station, Queen Street Station a mnoho menších zastávek.
Jednoduchým způsobem řešený systém metra zajišťuje poměrně rychlou dopravu v centru města. Viz také Metro v Glasgow.

## Obyvatelstvo
- 15,4 % obyvatel je součástí minority.
- 8,1 % obyvatel tvoří Asiaté (Pákistánci, Indové, Bangladéšané)
- 2,4 % lidé tmavé pleti, Afričané, lidé z Karibiku
- 1,42 % Poláci
- 0,64 % zaujímají ostatní národy, včetně Arabů

| Lokalita                   | Populace  | Rozloha (km²) | Hustota zalidnění na (/km²) | Rozloha (míle²) | Hustota zalidnění na (/míle²) |
| -------------------------- | --------- | ------------- | --------------------------- | --------------- | ----------------------------- |
| Glasgow město              | 629 501   | 175,49        | 3 293                       | 85,75           | 8 528                         |
| Glasgow město a předměstí  | 739 039   | 162,10        | 3 883                       | 95,58           | 10 058                        |
| Glasgow vnitřní aglomerace | 867 150   | 555,27        | 1 562                       | 290,38          | 4 044                         |
| Glasgow vnější aglomerace  | 1 635 270 | 368,46        | 3 171                       | 350,12          | 8 212                         |

### Vývoj počtu obyvatel
| 1891    | 1911    | 1921      | 1931      | 1951      | 1961      | 1971    | 1981    | 1991    | 2001    | 2006    |  |
| ------- | ------- | --------- | --------- | --------- | --------- | ------- | ------- | ------- | ------- | ------- |  |
| 783 000 | 784 000 | 1 034 000 | 1 088 000 | 1 079 000 | 1 055 000 | 897 000 | 881 000 | 680 000 | 629 501 | 688 420 |  |
|         |         |           |           |           |           |         |         |         |         |         |  |

### Imigrace
Imigrace je v Glasgow velmi aktuální téma nejméně 200 let. Zatímco v 19. století sem proudily již zmíněné skupiny Italů, Židů a Irů, ve druhé polovině dvacátého století je značná část imigrantů z asijských zemí, jako např. Pákistán, Indie, Čína. Právě tato skupina přistěhovalců, si na rozdíl od té první, která se víceméně dokonale asimilovala, vybudovala ve městě své komunity a kromě uchování mateřského jazyka si uchovávají i své zvyky a obyčeje. S tím je spojeno i vlastnictví a provozování specializovaných obchodů a restaurací, zaměřených právě na speciality uvedených komunit. V období od roku 2004 přišlo do města mnoho obyvatel z oblasti bývalého Východního bloku, zejména Polska, Slovenska, Pobaltských států, Česka a od vstupu Rumunska do EU, také z této země. Mnoho lidí příchozích z tehdy nových členských států Evropské unie jsou víceméně migranti.

### Kriminalita
V této oblasti dominují především drogová kriminalita, dále tzn. 'knife crime', volně přeloženo - kriminalita nožů a vandalismus. Ačkoli je nošení nožů, jako zbraně, zakázáno, množství (převážně mladých) lidí toho nedbá. V médiích probíhají pravidelné kampaně, které mají za cíl snížit počet obětí kriminálních činů. Pouliční prostituce je zakázána a to jak nabídka, tak poptávka.
V minulosti byla kriminalita v Glasgow velice závažným problémem a tzv. války gangů byly takřka na denním pořádku. Glasgow bylo považováno za Chicago severozápadní Evropy a části jako Govan, Tollcross, či Bridgeton neměly o časté jevy kriminality nouzi.
V roztržkách skupin se často angažovali lidé, kteří si vydobyli práva vůdce a gangy tak často měly svou hierarchii. Jen namátkou lze zmínit Billyho Fullertona, který dokázal dát v třicátých letech 20. století dohromady celou malou armádu gangsterů z chudých čtvrtí, tzv. Brigton Billy Boys a zaměstnávat tak na dlouho místní policii. Do potyček byli angažováni velmi často i nezletilí.
| 10 | 17 | 29 | 40 | 13 | 18 | 20 | 11 | 24 |  |  |  |
|    |    |    |    |    |    |    |    |    |  |  |  |

## Kultura

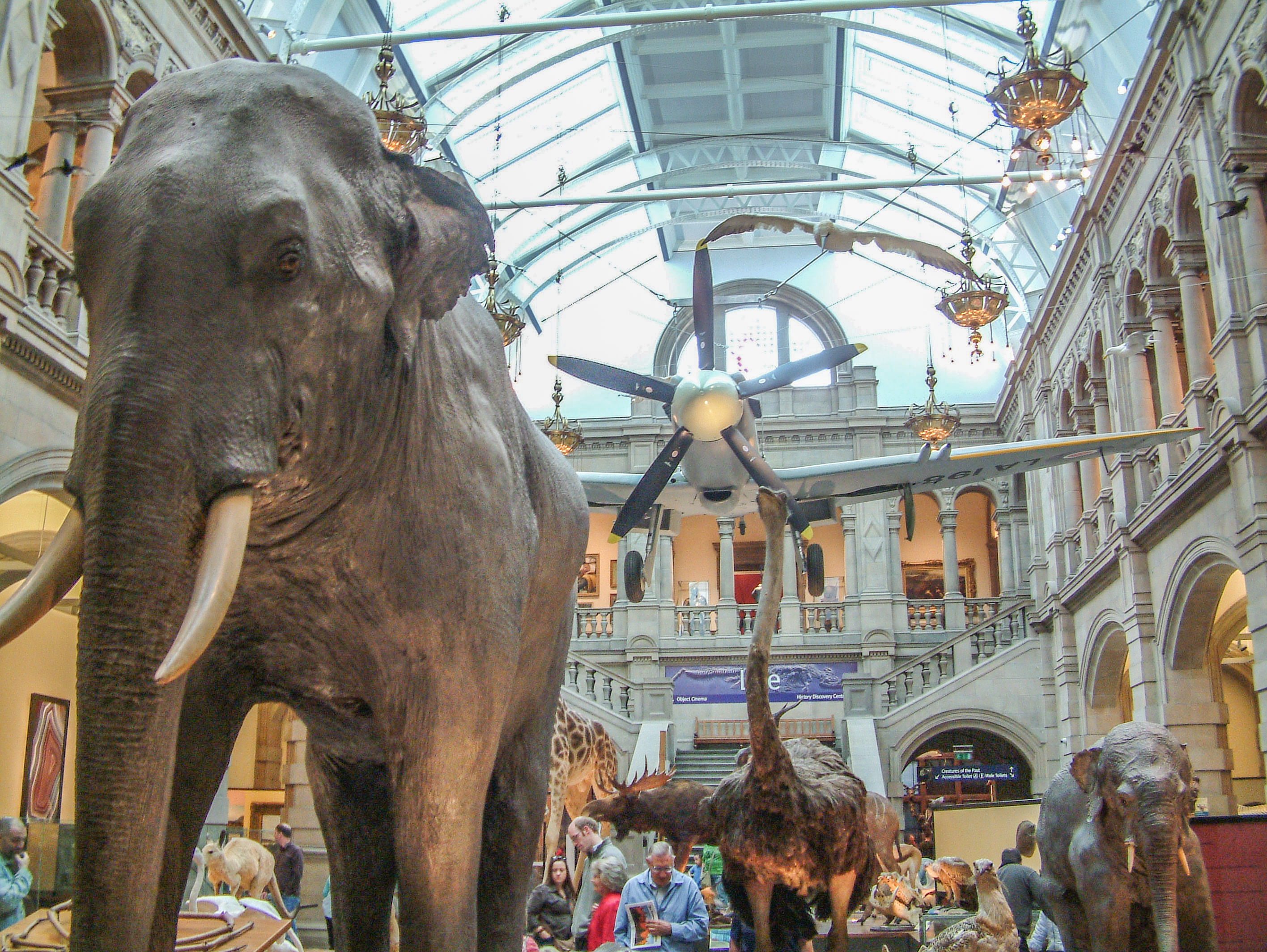
Galerie Kelvingrove

V posledních letech je město doslova multikulturní, lze zde nalézt mnoho typů divadel, kin i speciálních kulturních kaváren. Do Glasgow přilétává koncertovat nemálo slavných kapel, zpěvaček a zpěváků, zastupující celou škálu žánrů. Největší koncerty se pak konají ve zmiňovaném centru SECC, nebo na otevřené scéně na Národním stadiónu Hampden Park, kde se představily skupiny jako třeba U2, nebo Rolling Stones, nebo v sále Barrowland ve východní části města. Město má i svá centra národnostních menšin, jako třeba Čínské město (China town), nebo i několik mešit (např. Glasgowská ústřední mešita). Ve městě je také celá řada muzeí a galerií, jako např. zmiňované Muzeum moderního umění, Kelvingrove, Muzeum náboženství (St.Mungo Museum of Religious Life and Art), Muzeum dopravy (Museum of Transport) a mnoho dalších. V Glasgow je také velký počet udržovaných parků, kde se také konají kulturní akce. Za všechny aspoň letní Dudácký festival (Pipe Festival on Glasgow Green) v parku Glasgow green. V roce 2013 bylo otevřeno další kulturní centrum, Hydro v těsné blízkosti SECC které bylo také využito jako sportovní aréna při úspěšných Commonwealth Games v roce 2014.

### Seznam muzeí v Glasgow
pozn.: Do všech glasgowských muzeí je vstup zcela zdarma
Informace o muzeích (anglicky)
- The Burell Collection (Muzeum Sira Williama Burella)
- Fossil Grove (Muzeum fosílií - ZAVŘENO do 5/2007)
- Gallery of Modern Art (Galerie moderního umění)
- Kelvingrove Art Gallery and Museum (Galerie a muzeum Kelvingrove)
- Martyr's School (Muzeum raných děl Ch. R. MacKintoshe)
- St. Mungo Museum of Religious Life and Art (Muzeum náboženství a umění sv. Munga)
- Pollok House (Venkovské muzeum)
- People's Palace and Winter Gardens (Muzeum obrazů, filmů, fotografií + zimní zahrady)
- Provand's Lordship (nejstarší dochovaný dům ve městě)
- Open Museum (Muzeum se sbírkou k volnému užívání veřejnosti)
- Museum of Transport (Muzeum dopravy)
- Mc Lellan Galleries (Galerie Mc Lellan)
- Glasgow museums Recource Centre (Sklad s povoleným přístupem veřejnosti, pro muzejní artefakty všech městských muzeí)
- Scotland Streets Schol Museum (Muzeum vyučování a škol)

### Festivaly
V Glasgow se každoročně koná několik festivalů a přehlídek umění. Byť nejznámější kulturní festival ve Skotsku, se koná v Edinburghu (Edinburský festival), ty v Glasgow mají také velkou popularitu. Mezi ty nejznámější patří:
- Mezinárodní festival dudáckých kapel (World Pipe Band Championships)
- Festival jazzu (Jazz Festival)
- Glasgowský filmový festival
- West End festival
- Keltský festival (Celtic Connections)
- Merchant City festival
- Glasgowský festival komedie (Glasgow Comedy Festival)

### Hudba
Glasgow je místem, kde se pravidelně pořádají koncerty velkých i malých kapel a sólistů z celého světa. K tomu je zde k 'dispozici' několik velkých koncertních síní, hal a veřejných prostranství. Kromě SECC (Scottish Exhibition and Conference Centre), je to Glasgowská královská koncertní hala (Glasgow Royal Concert Hall), The Barrowlands, ABC, King Tut's Wah Wah Hut, nebo již zmiňovaný Hampden Park. Glasgow je také dlouhodobě 'líhní' světoznámých muzikantů, jejichž neúplný výčet je zde: Seznam hudebníků a skupin z Glasgow

## Vzdělání

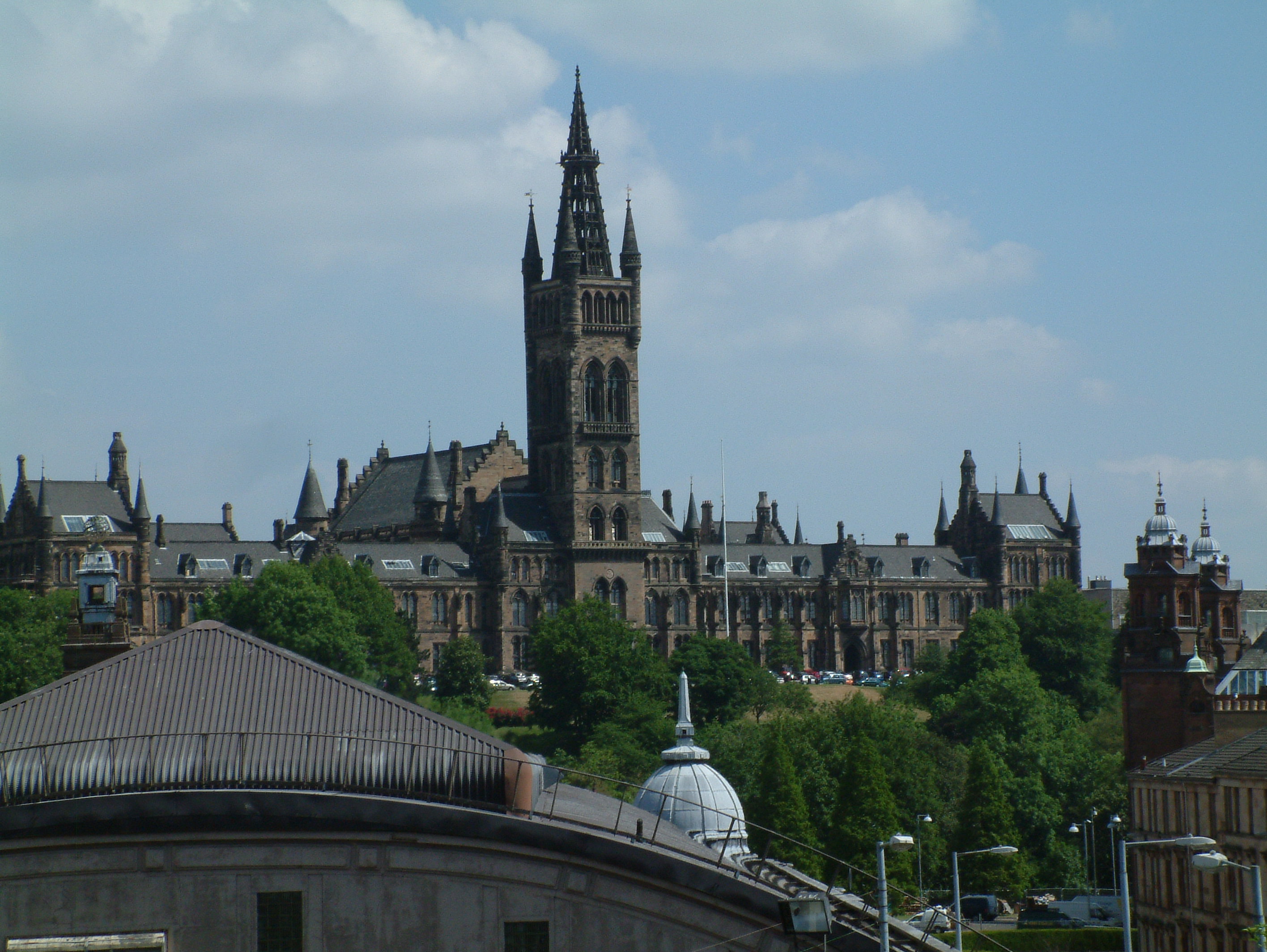
Glasgowská univerzita

Ve městě krom Glasgowské univerzity, Kaledonské univerzity a Strathclydské univerzity, lze najít několik středních soukromých škol, na kterých lze studovat rozsáhlou škálu oborů. Glasgow je také častým cílem zahraničních studentů a to hlavně z Francie, Španělska, Německa, ale třeba i Japonska. Vzdělanost Glasgowčanů je dobrá, což se ovšem netýká většiny obyvatel ze sociálně slabších vrstev, ale někdy nejenom jich.

## Sport
Kromě fotbalu je ve městě populární ragby, bowling a samozřejmě golf. Ale nechybí ani jiné sporty: atletika (pořadatelské město pro Hry Commonwealthu 2014), bojové sporty, plavání atd, atd.
V roce 2003 zahájila svou činnost 'Národní akademie badmintonu' a v témže roce získalo Glasgow titul 'Hlavní město sportu Evropy'.

### Fotbal

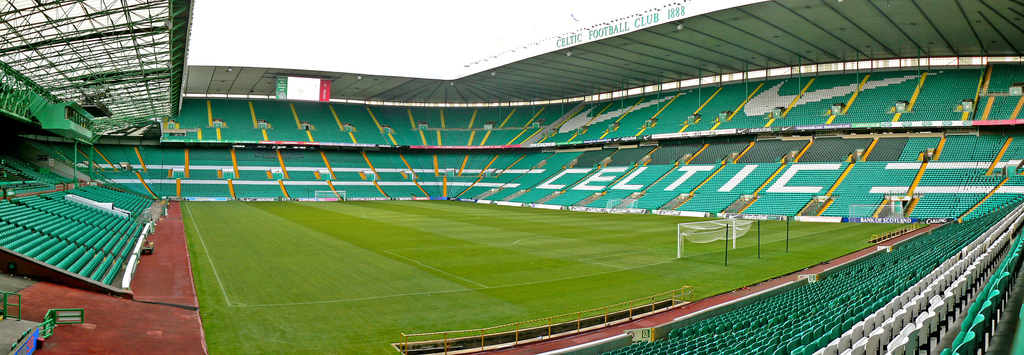
Celtic Park je největší skotský fotbalový stadion.

Sport je nedílnou součástí města a to zejména fotbal, kdo z fotbalových fanoušků by neznal kluby jako Glasgow Rangers, nebo Celtic Glasgow. Fotbal je v Glasgow opravdovým svátkem. V den zápasu svého klubu se fanoušci oblečou do odpovídajícího oděvu, jež reprezentuje jejich klub a vyrazí nejčastěji do své oblíbené hospůdky, aby se setkali s kamarády před vlastním utkáním. Na zápasy chodí ne výjimečně celá rodina. Největší zájem pak je tradiční duel dvou odvěkých rivalů Celticu a Rangers, který se odehrává nejméně čtyřikrát do roka a při němž hraje podstatnou roli také náboženské cítění. Největší stadióny v Glasgow jsou Národní Hampden Park (52 670 míst, 5 hvězdiček UEFA), Celtic Park (60 832), Ibrox (Rangers-51 082, 5 hvězdiček UEFA) a Firhill (Partick Thistle). Stadión Hampden Park 'drží' evropský rekord v návštěvnosti fotbalového utkání a to již od roku 1937, tj. ještě v době, kdy bylo možné zápasy sledovat ve stoje. Tenkrát se na utkání mezi Skotskem a Anglií (3-1), přišlo podívat neuvěřitelných 149 547 diváků.
V Glasgow jsou tři profesionální fotbalové kluby: Celtic a Rangers, jež jsou také nazývány 'Staré gardy', nebo 'firmy' [ang. Old Firm], a Partick Thistle. Čtvrtý klub, Queen's Park je amatérský, nicméně lze jej nalézt ve 'Skotském profesionálním ligovém systému. Ve 20. století zde také působily kluby: Clyde, jež se přemístil do města Cumbernauld, a Third Lanark, jenž zbankrotoval. Dále je zde několik klubů patřících do 'Skotské fotbalové asociace juniorů', jako třeba: Pollok, Maryhill a Petershill, stejně, jako množství klubů amatérských.
| Klub            | Sport  | Soutěž                   | Stadión         | Kapacita |
| Celtic          | Fotbal | Scottish Premier League  | Celtic Park     | 60,832   |
| Partick Thistle | Fotbal | Scottish Football League | Firhill Stadium | 10,887   |
| Queen's Park    | Fotbal | Scottish Football League | Hampden Park    | 52,500   |
| Rangers         | Fotbal | Scottish Premier League  | Ibrox Stadium   | 51,082   |

### Ragby
V Glasgow sídlí také profesionální ragby tým – Glasgow Warriors, hrající Celtic League, spolu s ostatními družstvy ze Skotska, Irska a Walesu. Ve městě a okolí je také mnoho mládežnických - juniorských a amatérských oddílů, hrající v různých soutěží.
| Klub                          | Sport a svaz         | Soutěž             | Stadión        |
| Glasgow Warriors              | Ragby Union          | Celtic League      | Firhill        |
| Glasgow Hawks                 | Scottish Rugby Union | BT Premier League  | Old Anniesland |
| GHA                           | Scottish Rugby Union | BT Premier League  | Braidholm      |
| Glasgow Academicals           | Scottish Rugby Union | BT National League | New Anniesland |
| Glasgow High Kelvinside (GHK) | Scottish Rugby Union | BT National League | Old Anniesland |

### Bowls

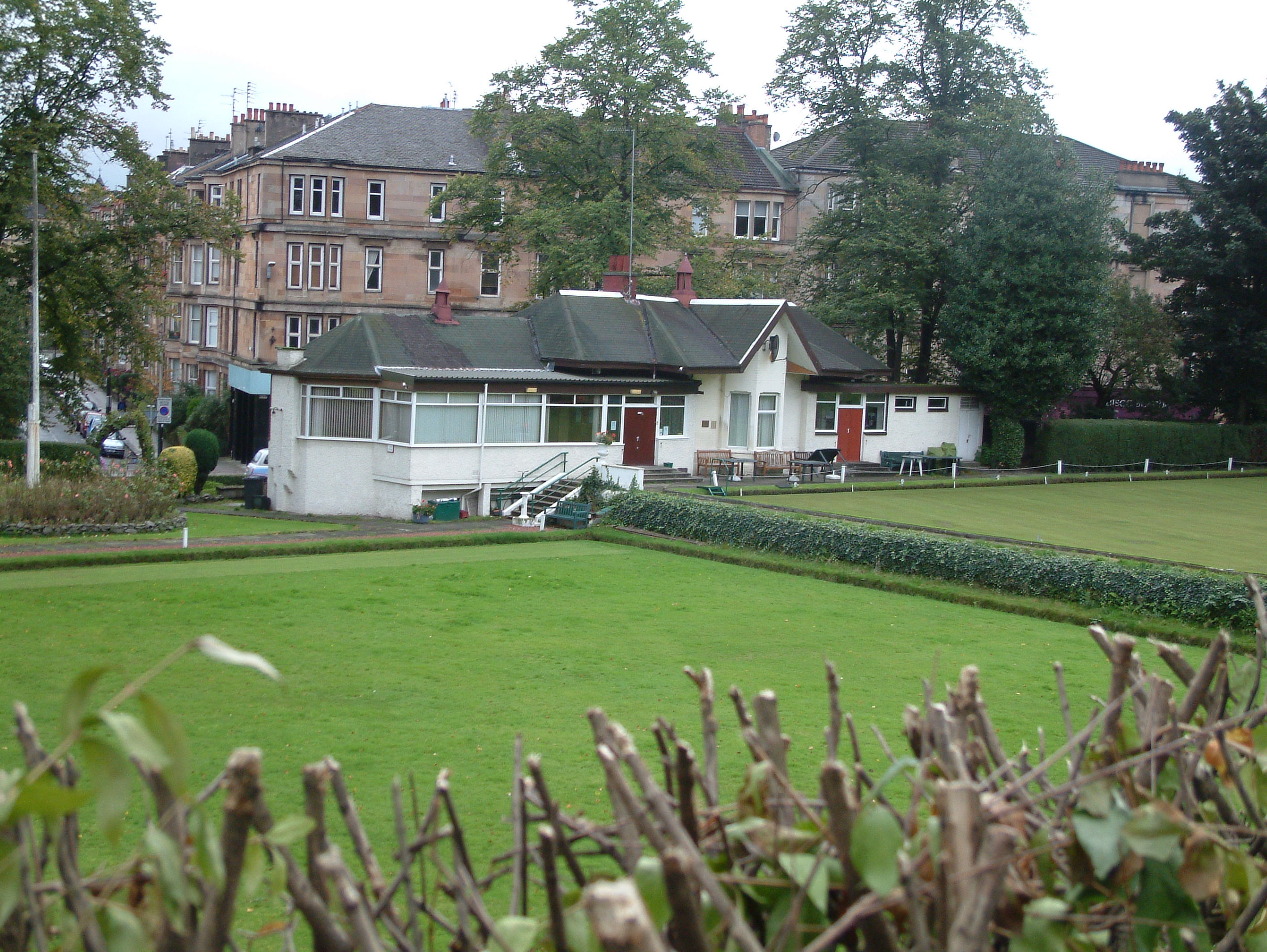
Hřiště jednoho z mnoha klubů v Glasgow - Burnbank bowling club

Bowls, venkovní obdoba bowlingu, známá zejména v zemích Commonwealthu, je velice populární hra, zejména u starší generace. Stejně, jako v jiných částech Skotska, i zde lze nalézt množství bowlingových hřišť, kde se pravidelně schází členové klubů a hrají na dokonale upravených trávnících tuto hru.

## Významní rodáci
- John Moore (1761–1809), britský generál během napoleonských válek[7]
- Graham Moore (1764–1843), britský admirál, námořní vojevůdce a první námořní lord[8]
- John Alexander Macdonald (1815–1891), kanadský politik, historicky první ministerský předseda Kanady[9]
- Allan Pinkerton (1819–1884), americký detektiv, zakladatel první soukromé detektivní agentury v USA[10]
- Henry Campbell-Bannerman (1836–1908), britský politik, premiér Spojeného království[11]
- William Ramsay (1852–1916), skotský chemik, nositel Nobelovy ceny za chemii za rok 1904[12]
- James Frazer (1854–1941), skotský antropolog, etnolog a etnograf[13]
- Mortimer Wheeler (1890–1976), britský brigádní generál a archeolog[14]
- Alistair MacLean (1922–1987), britský spisovatel[15]
- Alex Ferguson (* 1941), bývalý skotský fotbalista a později trenér klubů Manchester United či FC Aberdeen[16]
- Billy Connolly (* 1942), britský komik a herec[17]
- Donovan (* 1946), skotský zpěvák a básník[18]
- Mark Knopfler (* 1949), britský kytarista, zpěvák a skladatel[19]
- Peter May (* 1951), skotský spisovatel, scenárista a novinář[20]
- Malcolm Young (1953–2017), kytarista a spoluzakladatel kapely AC/DC[21]
- Angus Young (* 1955), kytarista a spoluzakladatel kapely AC/DC[22]
- Peter Capaldi (* 1958), skotský herec, režisér a spisovatel[23]
- Graham McTavish (* 1961), skotský herec[24]
- David Moyes (* 1963), bývalý skotský fotbalista a v současnosti fotbalový trenér[25]
- Billy Boyd (* 1968), skotský herec[26]
- Rory McCann (* 1969), skotský herec[27]
- Kelly Macdonaldová (* 1976), skotská herečka[28]
- James McAvoy (* 1979), britský herec skotského původu[29]
- Andy Murray (* 1987), britský profesionální tenista[30]
- Andrew Robertson (* 1994), skotský profesionální fotbalista a reprezentant[31]
- Lewis Capaldi (* 1996), skotský zpěvák a textař[32]

## Partnerská města
- Havana (Kuba)
- Rostov na Donu (Rusko)
- Norimberk (Německo)
- Turín (Itálie)
- Talien (Čína)
- Řím (Itálie)
- Marseille (Francie)
- Láhaur (Pákistán)
- Washington, D.C. (USA)
- Villach (Rakousko)